# (73059) Kaunas
(73059) Kaunas (2002 FO5) – planetoida z pasa głównego asteroid okrążająca Słońce w ciągu 3 lat i 74 dni w średniej odległości 2,17 j.a. Została odkryta 16 marca 2002 roku.